# Hedwig Bleuler-Waser
Hedwig Bleuler-Waser (Zurich, 29 décembre 1869 - Zollikon, 1er février 1940) est une féministe et suffragette[réf. nécessaire] suisse. Elle est connue pour son engagement en faveur de la tempérance.

## Biographie
Hedwig Waser naît à Zurich en 1869. Elle est la fille du négociant Jakob Heinrich Waser et de son épouse Maria Monhard. Elle fait des études de littérature et d'histoire à l'université de Zurich, où elle obtient son doctorat en 1894. Elle est professeure à l'école supérieure de jeunes filles de Zurich (Höhere Mädchenschule (en)) jusqu'en 1901. Elle épouse le psychiatre Eugen Bleuler, directeur du Burghölzli, dont elle a fait la connaissance dans le mouvement de tempérance en 1901. Le couple a cinq enfants.
Avec Clara Ragaz, elle est cofondatrice en 1902 de la Ligue suisse des femmes abstinentes (de), une organisation du mouvement de tempérance,. Elle la préside jusqu’en octobre 1921. Elle est l'autrice de plusieurs ouvrages.

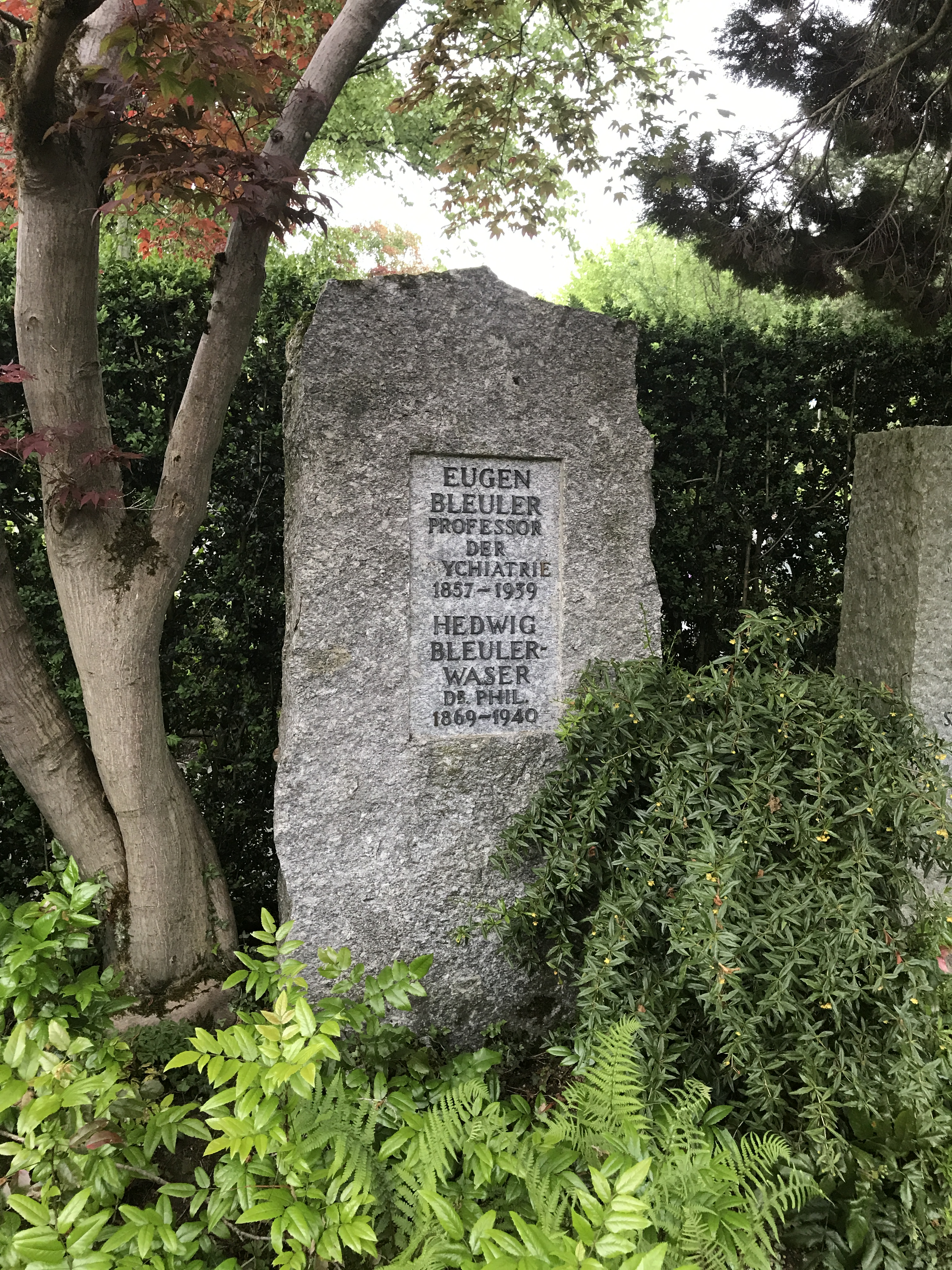
Tombe d'Hedwig et d'Eugen Bleuler à Zollikon

Elle meurt le 1er février 1940 à Zollikon où elle est inhumée.